# Cheiloclinium cognatum
Cheiloclinium cognatum là một loài thực vật có hoa trong họ Dây gối. Loài này được (Miers) A.C.Sm. mô tả khoa học đầu tiên năm 1940.

## Hình ảnh

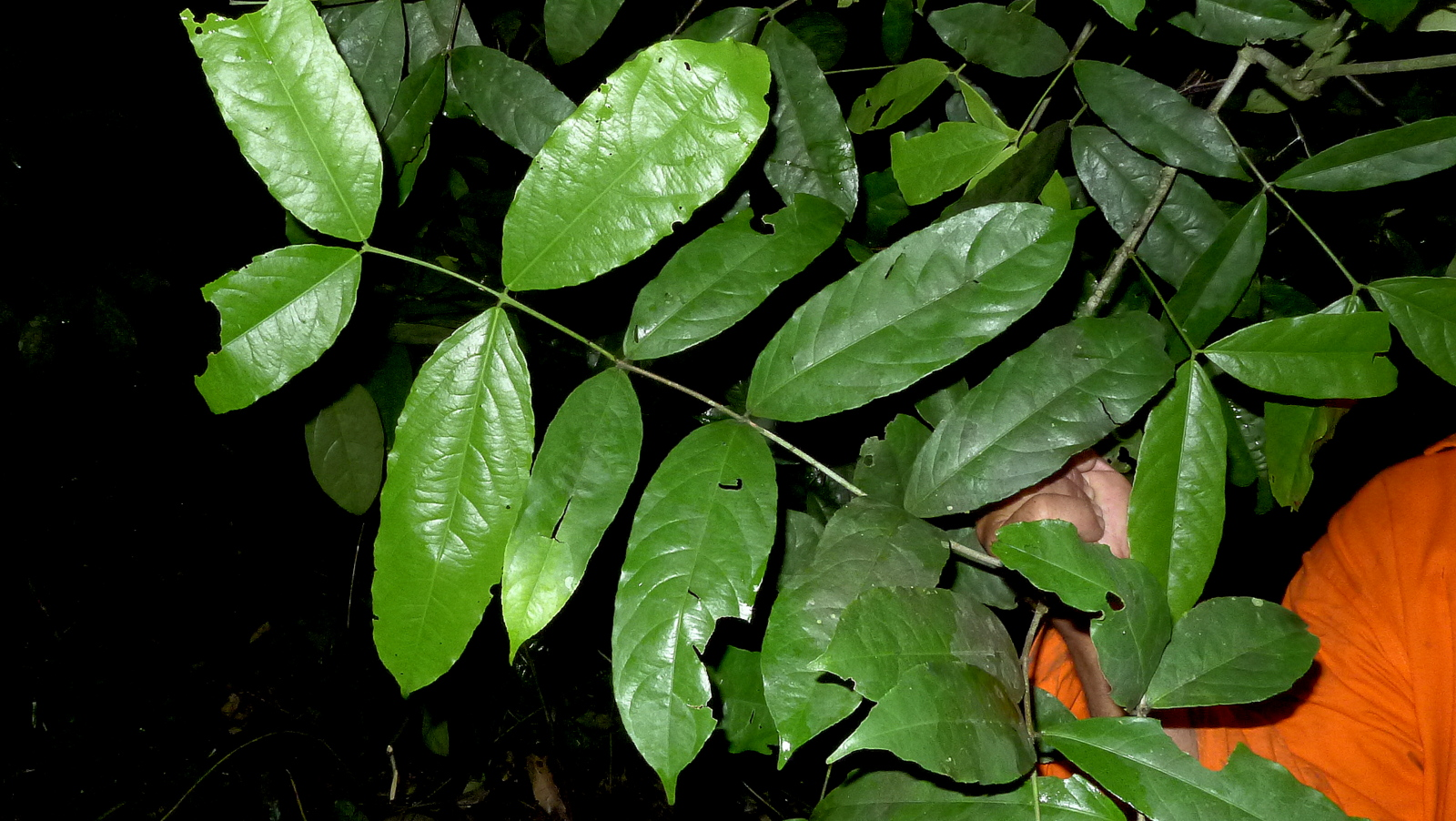
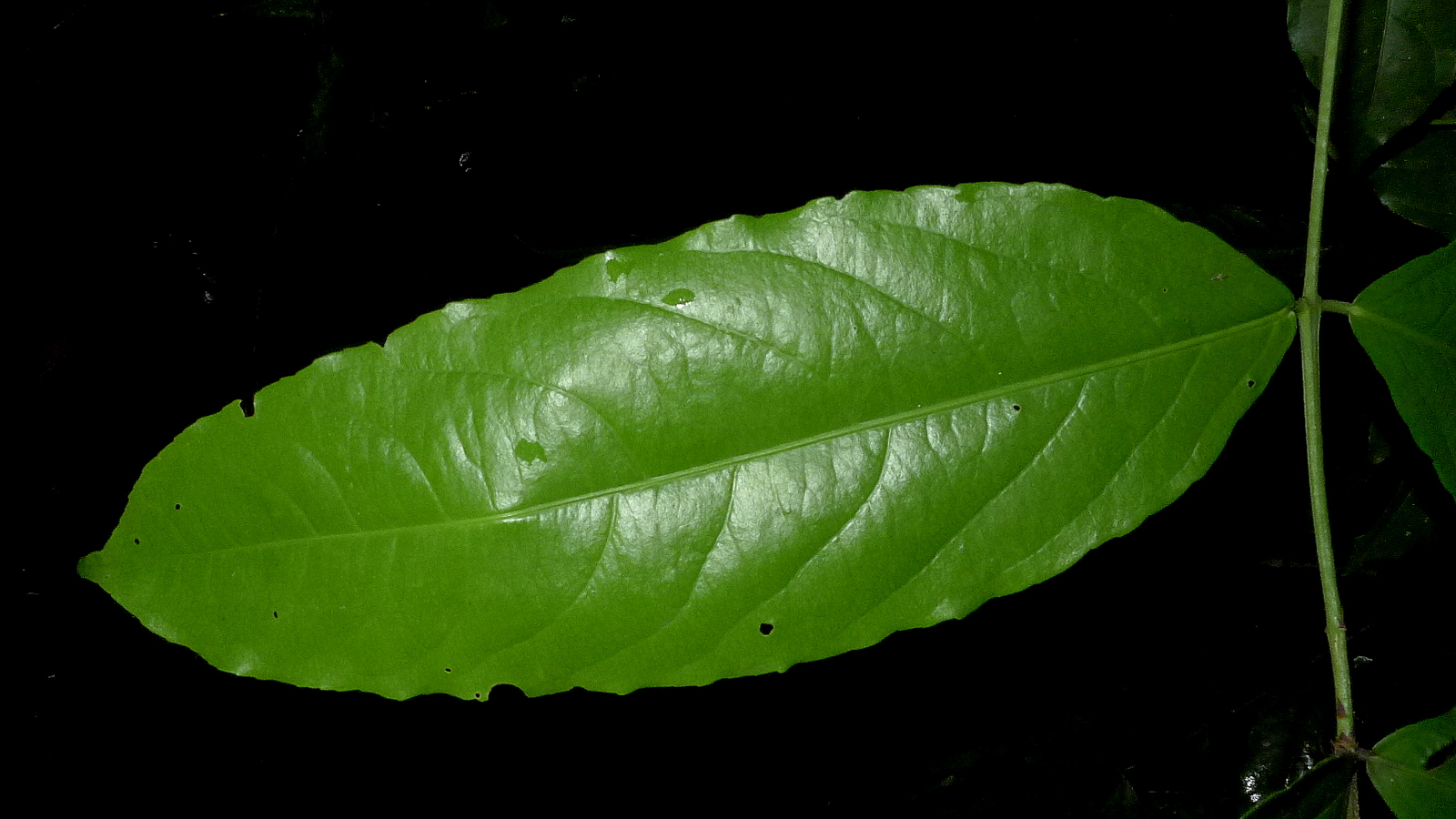
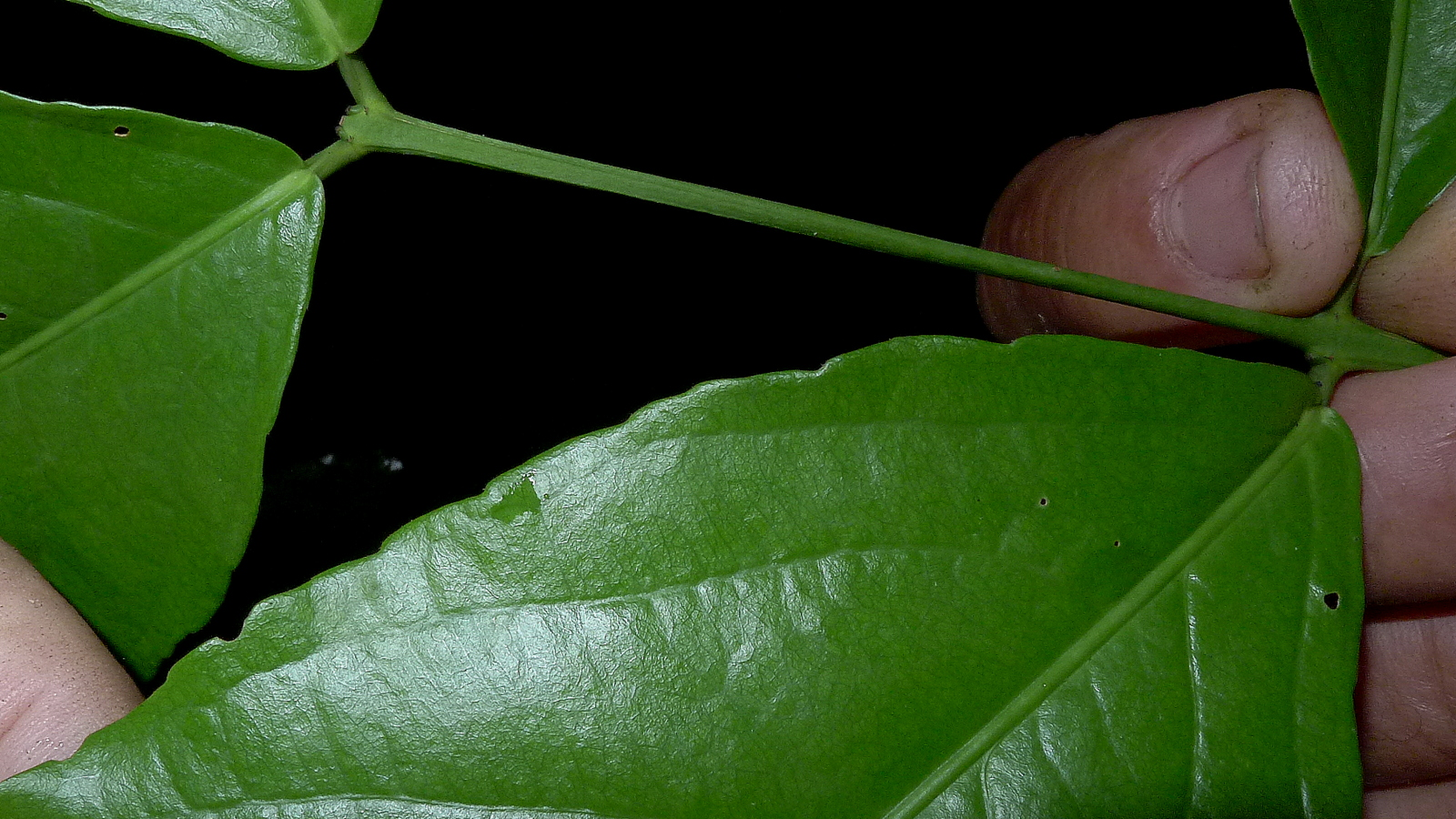
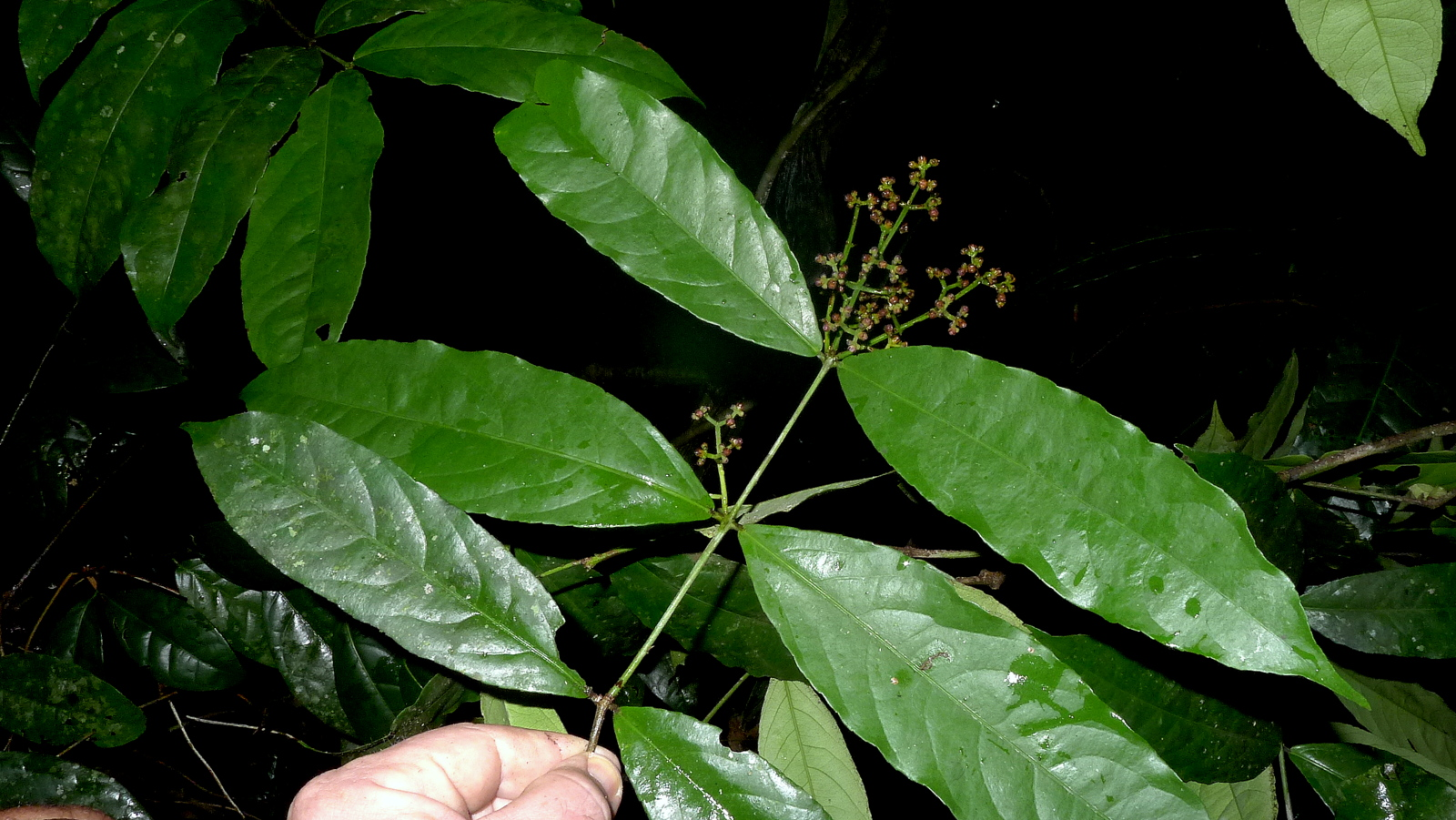